# Evolução unilinear
Evolução unilinear (também denominada evolucionismo social clássico) é uma teoria social da segunda metade do século XIX sobre a evolução das sociedades e culturas.
Era composta de muitas teorias concorrentes de vários sociólogos e principalmente pelos fundadores da antropologia, dentre os quais Lewis Henry Morgan, Edward Burnett Tylor, Herbert Spencer e James George Frazer, que acreditavam que a cultura ocidental representava o ápice da evolução social. 
Segundo o pensamento evolucionista, predominante sobretudo entre os antropólogos da época, a espécie humana é uma só e, portanto, cada sociedade seguiria uma única trajetória - a partir do estado "primitivo," até alcançar o modelo clássico de civilização ocidental. 
No início do século XX, Franz Boas criticou radicalmente a essa vertente, demonstrando sua inconsistência em relação à realidade histórica observada, afora seus aspectos controversos, do ponto de vista ético. As civilizações seguem caminhos diferentes, não buscando os mesmos objetivos e a própria civilização ocidental, que supostamente seria o último estágio dessa evolução, continua a sofrer profundas mutações, não podendo portanto constituir-se em padrão. Os desenvolvimentos da etnologia, com a antropologia cultural de Claude Lévi-Strauss, por exemplo, também fundamentaram a crítica às concepções de progresso linear, que consideram a história como um processo cumulativo, e à pseudo-oposição entre "sociedades com história" e "sociedades sem história".
Num esforço de superação, as abordagens contemporâneas da antropologia evolucionista  tornaram-se menos simplistas, no sentido de privilegiar um maior rigor metodológico. Através do  confronto de múltiplas fontes, da utilização de modelos matemáticos, de instrumentos de análise quantitativa das Ciências Sociais e contando com novos recursos tecnológicos, procuram desvincular-se das acusações de  etnocentrismo, embora  ainda busquem apoio em teorias derivadas da biologia, com eventuais acréscimos da psicologia .